# Сова (информационно-аналитический центр)
Центр «Сова» (в 2002—2023 гг. — Региональная общественная организация «Информационно-аналитический центр „Сова“»; с 2023 г. — Исследовательский центр «Сова») — неправительственная организация, базирующаяся в Москве. Центр ведёт информационную и исследовательскую работу, в сферу его интересов входят проблемы русского национализма и ксенофобии, взаимоотношения религии и общества, а также практики применения антиэкстремистского законодательства в России.
ИАЦ «Сова» был основан в октябре 2002 года сотрудниками информационно-исследовательского центра «Панорама» В. В. Прибыловского при поддержке Московской Хельсинкской группы. Директором центра стал Александр Верховский (род. 1962), его заместителем — Галина Кожевникова (1974—2011).
В 2023 году юридическое лицо РОО Центр «Сова» было ликвидировано по решению суда. Коллектив центра продолжил работу как Исследовательский центр «Сова».

## Направления работы

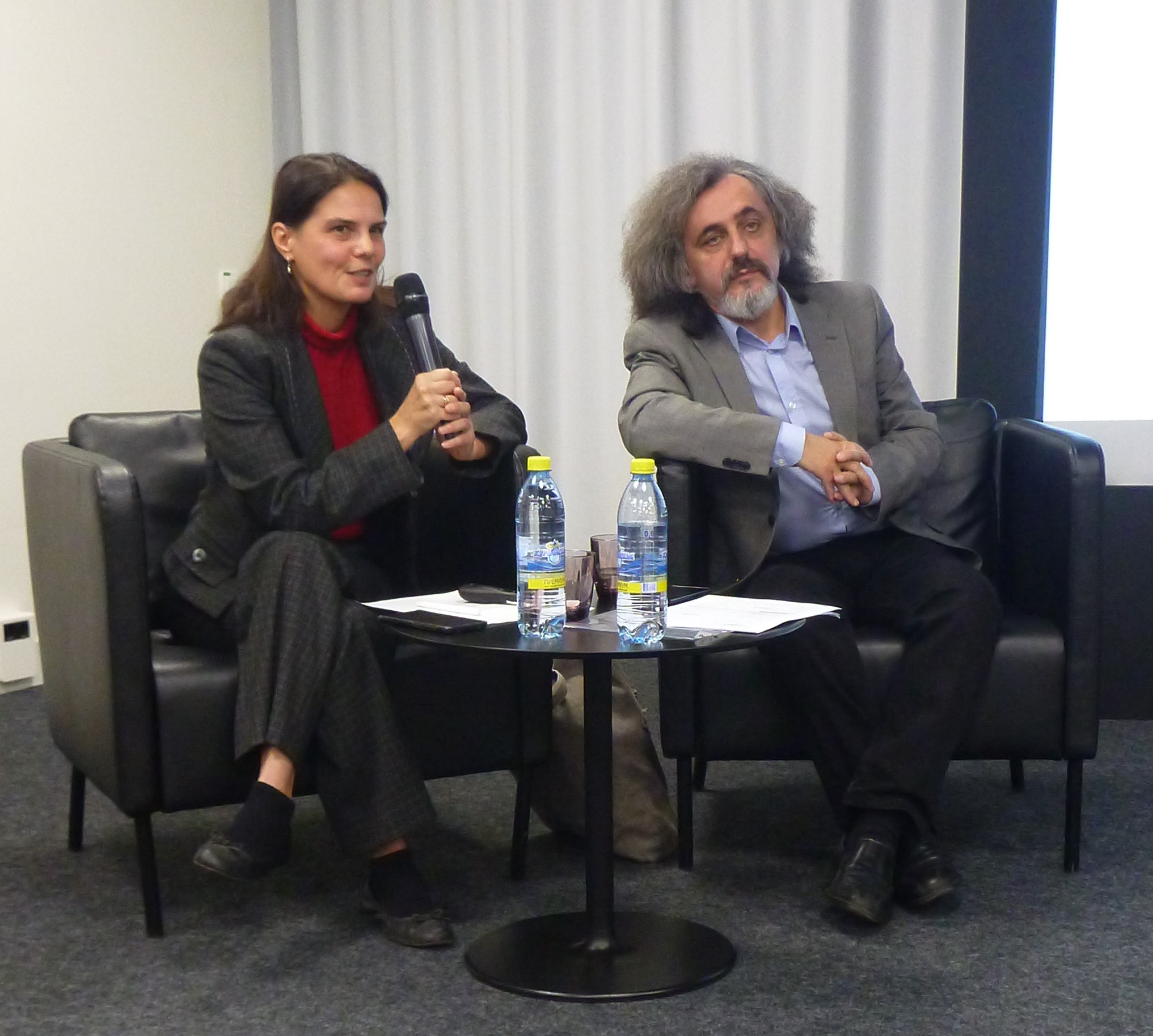
Александр Верховский и сотрудник «Совы» Наталия Юдина в Ельцин-центре, 8 октября 2021 года

### Расизм и ксенофобия
Центр «Сова» вёл мониторинг радикальных проявлений расизма и этнорелигиозной ксенофобии, прежде всего — предполагаемых преступлений на почве ненависти и значимых акций праворадикальных активистов. Проводиолся также мониторинг действий государства и общества по противодействию расизму. Регулярно публиковались доклады о состоянии проявлениях ксенофобии и противодействию ей в России, а также тематические сборники.

### Неправомерный антиэкстремизм
«Сова» занималась мониторингом неправомерного применения антиэкстремистского законодательства в России. Термином «неправомерный антиэкстремизм» эксперты центра обозначали «действия государства и общественных групп, предпринимаемые в рамках противодействия агрессивному национализму или иным формам неприемлемого радикализма, но фактически направленные преимущественно на неправомерное ограничение гражданских свобод или даже прямо попирающие гражданские свободы». Публикуются ежегодные доклады и тематические сборники.

### Религия в светском обществе
Сотрудники центра вели мониторинг межконфессиональных отношений, взаимодействия церковных и государственных институтов, гонений на верующих, отношения общества и государства к «традиционным» и новым религиозным движениям и т. п. Публикуются ежегодные доклады и тематические сборники.

### Язык вражды
До 2009 года центр вёл мониторинг использования языка вражды в российских СМИ. Итоги этой работы обобщены в нескольких тематических изданиях.

### «Демократия в осаде»
В 2003—2004 гг. «Сова» вела мониторинг общественной дискуссии о демократии, либерализме и путях развития России, а в 2005—2006 гг. работал совместный с центром «Демос» проект «Демократия в осаде», в рамках также которого изучались наиболее существенных события и тенденции, связанные с усугублявшимся кризисом демократических институтов в России. Итогом проекта стал сборник «Демократия вертикали».

### Расизм в футболе
Совместно с ассоциацией «Футбол против расизма в Европе» (FARE) центр проводил мониторинг проявлений расизма, неонацизма и ксенофобии в целом среди российских футбольных фанатов. C 2015 по 2019 год публиковались доклады «Совы» и FARE о дискриминации и проявлениях ультраправой пропаганды в российском футболе
.
Доклады вызывали оживлённую реакцию экспертов и функционеров футбольного сообщества вплоть до президента ФИФА Зеппа Блаттера. Сотрудники центра принимают участие в международных мероприятиях с участием представителей ООН, ФИФА, УЕФА, РФС, Минспорта России и других структур. Материалы докладов также были использованы в научной работе правоведов.

### Проявления антисемитизма
Центр «Сова» вёл мониторинг проявлений антисемитизма в России, в том числе в рамках совместного с РЕК проекта. Его результаты обсуждались в СМИ; РЕК также представлял их премьер-министру Израиля Биньямину Нетаньяху.

### Карта нападений на почве ненависти
В 2015 году комитет «Гражданское содействие» при участии центра «Сова» запустил проект «Карта нападений на почве ненависти». Это интерактивная онлайн-карта нападений по мотиву политической, идеологической, расовой, национальной или религиозной розни.

## Оценки
В 2010 году кандидат социологических наук А. В. Филькина включила информационно-аналитический центр «Сова» в число четырёх «наиболее известных интернет-проектов», обозревающих религию в целом и конкретно новые религиозные движения и также предоставляющих читателям «отчеты академических экспертов».

## Финансирование
По состоянию на 2016 год РОО Центр «Сова» осуществляла работу при государственной поддержке (грант президента России, выделенный через движение «Гражданское достоинство»), при поддержке Международного партнёрства за права человека, Российского еврейского конгресса, Норвежского Хельсинкского комитета и Европейского союза.
Ранее центр также получал президентские гранты через Институт проблем гражданского общества и фонд «Государственный клуб», непосредственно от «Государственного клуба», от таких структур, как Open Society Foundation (OSF), National Endowment for Democracy (NED), Henry M. Jackson Foundation, European Instrument for Democracy & Human Rights (EIDHR), фонд «Общественный вердикт», а также через программы двусторонних проектов посольства Великобритании, от Freedom House и фонда Liberty Road.

## Судебные разбирательства
В марте 2016 года корпорация Google уведомила «Сову» об удалении из поисковой выдачи — по закону о «праве на забвение» — двух ссылок на новости о приговоре наци-скинхедам. После неудачных попыток оспорить действия корпорации в арбитражном суде «Сова» подала в Конституционный суд иск о проверке конституционности норм закона в связи с тем, что они могут ограничивать распространение информации, имеющей общественную значимость. В апреле 2019 года суд отказал в рассмотрении иска, отметив, что сами по себе эти нормы не нарушают Конституцию, а баланс между баланс между конституционно защищаемыми ценностями должны искать суды в каждом конкретном случае.
С 30 декабря 2016 года по итогам проверки ИАЦ «Сова» включён Министерством юстиции Российской Федерации в список «иностранных агентов».
В июле 2017 года центр оштрафовали по решению московского суда на 300 тысяч рублей, что превосходило предполагаемые прогнозы штрафа. Штраф назначили за то, что центр не включил себя в список «иностранных агентов» сам. Мосгорсуд при этом признал наличие процессуальных нарушений во время рассмотрения дела в Басманном суде Москвы, однако жалоба центра была отклонена.
В 2017 году против центра «Сова» и директора Верховского также были возбуждены административные дела по ст. 20.33 КоАП, поскольку на сайте организации были опубликованы ссылки на фонды OSF и NED, являвшиеся спонсорами центра ранее. В России эти организации признаны «нежелательными», соответственно, публикация ссылок могла расцениваться как нарушение законодательства. Несмотря на то, что ссылки с сайта удалили, центру могли выставить штраф размером до 100 тысяч рублей. Александр Верховский расценивал это расследование как неправомерное расширение полномочий законодательства. 15 сентября 2017 года мировой суд вернул дела в прокуратуру для устранения недостатков. 25 декабря апелляционная инстанция — Мосгорсуд — решила все же рассмотреть их по существу, но прекратила в связи с истечением срока давности.

### Ликвидация РОО Центр «Сова»
В марте 2023 года Минюста РФ подал в суд иск о ликвидации РОО Центр «Сова». Основанием стали результаты проведенной Минюстом проверки организации, согласно которым сотрудники центра осуществляли его деятельность вне региона регистрации (Москвы) — проводили мероприятия или участвовали в них. Претензии вызвало участие сотрудников «Совы» в мероприятиях не только в различных регионах России, но и за рубежом, в том числе в конференции ОБСЕ в онлайн-формате.
27 апреля 2023 года Мосгорсуд удовлетворил иск Минюста и постановил ликвидировать РОО Центр «Сова». 17 августа 2023 года Первый апелляционный суд общей юрисдикции отклонил жалобу на решение о ликвидации, и оно вступило в законную силу. Участники организации продолжили работу в качестве сообщества исследователей под названием «Исследовательский центр „Сова“».
Ликвидацию РОО Центр «Сова» осудили такие организации, как Международная федерация за права человека, Front Line Defenders, Комиссия США по международной религиозной свободе.

## Книги
C 2007 года центр «Сова» ежегодно издаёт сборники докладов «Ксенофобия, свобода совести и антиэкстремизм в России» (на русском и английском языках). Кроме того, самим центром либо сторонними издательствами при непосредственном участии его сотрудников изданы такие книги, как:
- Верховский А. М. Политическое православие: русские православные националисты и фундаменталисты, 1995-2001 гг. — М.: Центр «Сова», 2003. — 316 с. — 500 экз. — ISBN 5-98418-001-4.
- Кожевникова Г. В. Язык Вражды в предвыборной агитации и вне ее. Мониторинг прессы: сентябрь 2003 – март 2004 г. / под ред. А. М. Верховского. — М.: Центр «Сова», 2004. — 103 с. — 700 экз. — ISBN 5-98418-002-2.
- Пределы светскости. Общественная дискуссия о принципе светскости государства и о путях реализации свободы совести / Сост. А. М. Верховский. — М.: Центр «Сова», 2005. — 1500 экз. — ISBN 5-98418-003-0.
- Путями несвободы / Сост. А. М. Верховский. — М.: Центр «Сова», 2005. — 1000 экз. — ISBN 5-98418-004-9.
- Цена ненависти. Национализм в России и противодействие расистским преступлениям / Сост. А. М. Верховский. — М.: Центр «Сова», 2005. — 256 с. — 1000 экз. — ISBN 5-98418-005-7.
- Демократия вертикали / сост. А. М. Верховский. — М.: Центр «Сова», 2006. — 347 с. — 1500 экз. — ISBN 5-98418-006-5.
- Русский национализм: идеология и настроение. — М.: Центр «Сова», 2006. — 304 с. — 1500 экз. — ISBN 5-98418-007-3.
- Язык вражды против общества / сост. А. М. Верховский. — М.: Центр «Сова», 2007. — 259 с. — 1200 экз. — ISBN 5-98418-008-1.
- Верхи и низы русского национализма / Сост. А. М. Верховский. — М.: Центр «Сова», 2007. — 256 с. — 1200 экз. — ISBN 5-98418-009-X.
- Верховский А. В., Кожевникова Г. В. Мониторинг агрессивной ксенофобии: Рекомендации для общественных активистов. — М.: Центр «Сова», 2008. — 72 с. — 300 экз. — ISBN 978-5-98418-015-3.
- Кожевникова Г. В. Язык вражды и выборы: федеральный и региональный уровни. По материалам мониторинга осени-зимы 2007–2008 годов. — М.: Центр «Сова», 2008. — 136 с. — 500 экз. — ISBN 978-5-98418-013-9.
- Kozhevnikova G. in collaboration with Verkhovsky A., Veklerov E. Ultra-Nationalism and Hate Crimes in Contemporary Russia: The 2004-2006 Annual Reports of Moscow's SOVA Center. — Stuttgart: Ibidem, 2008. — 182 с. — ISBN 978-3-89821-868-9.
- Кожевникова Г. В., Шеховцов А. В. и др. Радикальный русский национализм: структуры, идеи, лица: справочник / Сост. А. М. Верховский, Г. В. Кожевникова. — М.: Центр «Сова», 2009. — 410 с. — ISBN 978-5-98418-017-7.
- Верховский А. В., Кожевникова Г. В. Мониторинг агрессивной ксенофобии: Рекомендации для общественных активистов. — 2-е издание, исправленное и дополненное. — М.: Центр «Сова», 2010. — 80 с. — 1000 экз. — ISBN 978-5-98418-014-6.
- Расизм: современные западные подходы. — М.: Центр «Сова», 2010.
- Осипов А. Г. Этничность и равенство в России: особенности восприятия. — М.: Центр «Сова», 2012. — 200 с. — 500 экз. — ISBN 978-5-98418-025-2.
- Осипов А. Г. Что такое этническая дискриминация и что с ней можно сделать?. — М.: Центр «Сова», 2012. — 152 с. — 1000 экз. — ISBN 978-5-98418-026-9.
- Верховский А. М. Политика государства по отношению к национал-радикальным объединениям. 1991–2002 гг. — 2-е изд., доп. — М.: Центр «Сова», 2013. — 152 с. — 400 экз. — ISBN 978-5-98418-027-6.
- Россия — не Украина: современные акценты национализма / Сост. А. М. Верховский. — М.: Центр «Сова», 2014. — 308 с. — 600 экз. — ISBN 978-5-98418-033-7.
- Верховский А. М. Уголовное право стран ОБСЕ против преступлений ненависти, возбуждения ненависти и языка вражды. — М.: Центр «Сова», 2014. — 280 с. — 600 экз. — ISBN 978-5-98418-032-0.
- Верховский А. М. Уголовное право стран ОБСЕ против преступлений ненависти, возбуждения ненависти и языка вражды. — 2-е издание, исправленное и дополненное. — М.: Центр «Сова», 2015. — 287 с. — 150 экз. — ISBN 978-5-98418-035-1.
- Verkhovsky A. Criminal Law on Hate Crime, Incitement to Hatred and Hate Speech in OSCE Participating States. — The Hague: SOVA Center, 2016. — 136 с. — ISBN 978-5-98418-039-9.
- Пчелинцев А. В., Загребина И. В., Лункин Р. Н. Свобода совести  в современной России. — М.: РОО Центр «Сова», 2017. — 200 с. — 700 экз. — ISBN 978-5-98418-042-9.
- Антиэкстремистская политика в России, Казахстане, Кыргызской Республике и Таджикистане. Сравнительный обзор. — М.: Центр «Сова», 2020. — 70 с. — 400 экз. — ISBN 978-5-98418-047-4.
- Anti-Extremist Policies in Russia, Kazakhstan, the Kyrgyz Republic and Tajikistan. Comparative Review. — Мoscow: SOVA Center, 2020. — 67 с. — 100 экз. — ISBN 978-5-98418-049-8.
- Ахметьев М. А. Граждане без СССР. Сообщества «советских граждан» в современной России. — М.: Центр «Сова», 2022. — 124 с. — 500 экз. — ISBN 978-5-98418-053-5.
- Kravchenko M., Yudina N. Public Protection or Repression? Russia’s Anti-Extremism Law Enforcement / edited by A. Verkhovsky. — East View Press, 2024. — 392 с. — ISBN 978-1-879944-38-1.